# 印第安納縣 (賓夕法尼亞州)
印第安納縣（英語：Indiana County）是美国宾夕法尼亚州的一个郡，位于宾州中西部。截至2020年人口普查，共有人口83,246人。它的县城是印第安纳市。印第安纳县包括宾夕法尼亚州印第安纳小城市统计区，该统计区也包含在匹兹堡-新堡-威尔顿，賓夕法尼亞-西維吉尼亞-俄亥俄聯合統計區中。
在独立战争之前，一些定居者提议将其作为一个更大的、独立的殖民地的一部分，称为万达利亚，但反对的利益和战争介入了。之后，必须调和弗吉尼亚州和宾夕法尼亚州对该领土的要求。在联邦政府根据梅森-狄克逊线的位置将这片土地分配给宾夕法尼亚州后，印第安纳县于1803年3月30日从威斯特摩兰县和克利尔菲尔德县的部分地区创建，并于1806年正式组建。

## 历史
印第安纳县（Indiana意为“印第安人的土地”）得名于所谓的“1768年印第安纳赠款”，根据1768年的斯坦威斯堡条约，易洛魁六国被迫向“受苦的商人”提供赠款。自17世纪以来，易洛魁人就控制了俄亥俄河谷的大部分地区作为他们的狩猎场，英美殖民者正在进入该地区并希望开发它。贸易商安排迫使易洛魁人根据条约授予土地，以应对庞蒂亚克叛乱造成的损失。
一些受让人与俄亥俄公司联手，在扩大土地出让的基础上组建了一家更大的开发公司。他们提议，整个大片地区将成为一个新的英国殖民地，可能被称为Pittsylvania或Vandalia。它的北部和西部与俄亥俄河接壤，由现在肯塔基州东部、西弗吉尼亚北部（当时是弗吉尼亚殖民地的一部分）和宾夕法尼亚西部的部分地区组成。来自弗吉尼亚州和宾夕法尼亚州的英欧殖民者已经开始迁入该地区，在1700年代后期的一些地图上，该地区被这些不同的名称标识为印第安纳和上述其他名称。
其他利益集团的反对和美国独立战争在英国批准建立这样的殖民地之前进行了干预。后来，一些美国投机者提议在该地区建立一个州，名称为万达利亚或西西瓦尼亚，如当时某些地图上所显示的那样。
但是弗吉尼亚州和宾夕法尼亚州都根据他们的殖民宪章声称拥有这片土地。在建立梅森-狄克逊线时，联邦政府将印第安纳拨款分配给了宾夕法尼亚州。随着战后人口的增加，该县于1803年由威斯特摩兰县和克利尔菲尔德县的领土组成；它于1806年正式成立。
肯塔基州和西弗吉尼亚州在一段时间内继续与弗吉尼亚州联系在一起，分别在19世纪初和美国内战期间分别被承认为州。宾夕法尼亚州的地区与美国于1800年在俄亥俄河以北建立的后来命名的印第安纳领地无关，并且在物理上是分开的；该领土最终作为印第安纳州加入联邦。
印第安纳县被称为“废除奴隶制的温床”，并且是至少两个非洲卫理公会圣公会锡安教堂以及卫斯理卫理公会和浸信会等其他反奴隶制新教徒的所在地。也是在印第安纳州，当地废奴主义者领袖詹姆斯·穆尔黑德 (James Moorhead) 出版了几份反奴隶制报纸。其中第一个是自由号角，成立于1843年。Moorhead 最终卖掉了号角并创立了一份新的反奴隶制报纸，即印第安纳独立报，直到 1857年他去世为止。独立报由他的出版商出版儿子JW Moorhead死后。布莱尔斯维尔是另一份废奴主义报纸《阿巴拉契亚山脉》的所在地，该报纸从 1848 年起支持自由土壤。
印第安纳县是地下铁路的活跃枢纽。据了解，至少有 90 名县居民曾担任指挥或特工，在逃亡的奴隶前往加拿大自由之路上，在藏身之处之间引导他们。
在 21 世纪，印第安纳县包括宾夕法尼亚州印第安纳小城市统计区。这包含在宾夕法尼亚州-西弗吉尼亚州-俄亥俄州匹兹堡-纽卡斯尔-威尔顿联合统计区中。它位于匹兹堡媒体市场的特定区域。印第安纳县使用三个不同的区号：724、814和582。
该县自称为“世界圣诞树之都”，每年运送超过一百万棵圣诞树。农业是其经济的重要组成部分

## 地理
根据美国人口普查局的数据，该县总面积为834平方英里（2,160平方公里），其中827平方英里（2,140平方公里）为陆地，7.3平方英里（19平方公里）（0.9%）为水域.位于县城内的是酪乳瀑布自然保护区。该县属湿润大陆性气候，夏季温暖，除了Conemaugh沿线，从Strangford 和Kiskiminetas河下游，那里是炎热的夏季. 印第安纳州自治市镇的月平均气温从1月的 27.2°F 到7月的70.9°F。 （页面存档备份，存于）

### 邻近县
- 杰斐逊县（北部）
- 克利爾菲縣（东北）
- 坎布里亚县（东南）
- 威斯特摩兰县（南部）
- 阿姆斯壯郡（西部）

## 人口
| 调查年 | 人口   | 备注 | %±    |
| ------ | ------ | ---- | ----- |
| 1810   | 6,214  |      | —     |
| 1820   | 8,882  |      | 42.9% |
| 1830   | 14,252 |      | 60.5% |
| 1840   | 20,782 |      | 45.8% |
| 1850   | 27,170 |      | 30.7% |
| 1860   | 33,687 |      | 24.0% |
| 1870   | 36,138 |      | 7.3%  |
| 1880   | 40,527 |      | 12.1% |
| 1890   | 42,175 |      | 4.1%  |
| 1900   | 42,556 |      | 0.9%  |
| 1910   | 66,210 |      | 55.6% |
| 1920   | 80,910 |      | 22.2% |
| 1930   | 75,395 |      | −6.8% |
| 1940   | 79,854 |      | 5.9%  |
| 1950   | 77,106 |      | −3.4% |
| 1960   | 75,366 |      | −2.3% |
| 1970   | 79,451 |      | 5.4%  |
| 1980   | 92,281 |      | 16.1% |
| 1990   | 89,994 |      | −2.5% |
| 2000   | 89,605 |      | −0.4% |
| 2010   | 88,880 |      | −0.8% |
| 2020   | 83,246 |      | −6.3% |
| [ 14 ] |        |      |       |

### 2020年人口普查
| 种族                       | 人数   | 占比  |
| -------------------------- | ------ | ----- |
| 白人 (非拉丁裔)            | 75,718 | 91%   |
| 非裔美国人 (非拉丁裔)      | 2,409  | 2.9%  |
| 美洲原住民 (非拉丁裔)      | 116    | 0.14% |
| 亚裔美国人 (非拉丁裔)      | 816    | 1%    |
| 太平洋岛民 (非拉丁裔)      | 7      | 0.01% |
| 混血/多种族身份 (非拉丁裔) | 2,704  | 3.25% |
| 拉丁裔美国人               | 1,476  | 1.77% |